# Balut (eiland)
Balut is een eiland ten zuiden van het Filipijnse eiland Mindanao. Het eiland ligt in de provincie Davao del Sur en vormt samen met het eiland Sarangani de gemeente Sarangani. Het eiland ligt op ruim 5 graden noorderbreedte en behoort daarmee samen met de Sulu-eilanden, die meer westelijk liggen, tot de zuidelijkste eilanden van het land
De zee rond het eiland staat bekend als bijzonder gevaarlijk door de sterke getijde en stroming, met name tijdens het "Amihan" seizoen" (oostelijke wind).

## Geografie

### Topografie en landschap
Het eiland Balut ligt ten zuiden van Mindanao gescheiden door de Straat Sarangani op zo'n 50 nautische mijlen van Jose Abad Santos. Het landschap van het eiland wordt gedomineerd door de 862 meter hoge vulkaan Mount Balut midden op het eiland.

### Bestuurlijke indeling
Het eiland Balut is bestuurlijk gezien opgedeeld in acht barangays.
| - Batuganding - Gomtago - Konel - Lipol | - Mabila - Tagen - Tinina - Tucal |

### Klimaat
Het eiland Balut ligt buiten de zone, waar de jaarlijkse tyfoons die de Filipijnen teisteren, passeren.